# Sabine Odensaß
Sabine Odensaß (* 1958 in Köln) ist eine deutsche Malerin.

## Leben und Werk
Von 1976 bis 1984 studierte Sabine Odensaß freie Malerei bei Franz Dank an der Fachhochschule Köln für Kunst & Design.
1985 schloss sie das Studium als Meisterschülerin ab. 1983 erhielt sie das Max-Ernst-Stipendium der Stadt Brühl als 3. Preisträgerin. 1985 erhielt sie das Kunststipendium der Stadt Bonn.
In den ersten Jahren beschäftigte sich Sabine Odensaß mit figurativer Malerei. In der Folgezeit abstrahierte sie die damaligen „Menschenbilder“ und reduzierte ihre Formensprache zunehmend. Erste „Streifenbilder“ waren Abschluss dieser Schaffensphase.
Seit 2000 rückte die Farbe in den Vordergrund der Bilder von Sabine Odensaß. In aktuellen Bildern werden zahlreiche Farbschichten lasierend auf schräg stehende Leinwände aufgetragen. Die Arbeiten zeichnen sich durch hohe Intensität und Farbdichte aus.
Sabine Odensaß lebt und arbeitet in Bonn.

## Ausstellungen (Auswahl)

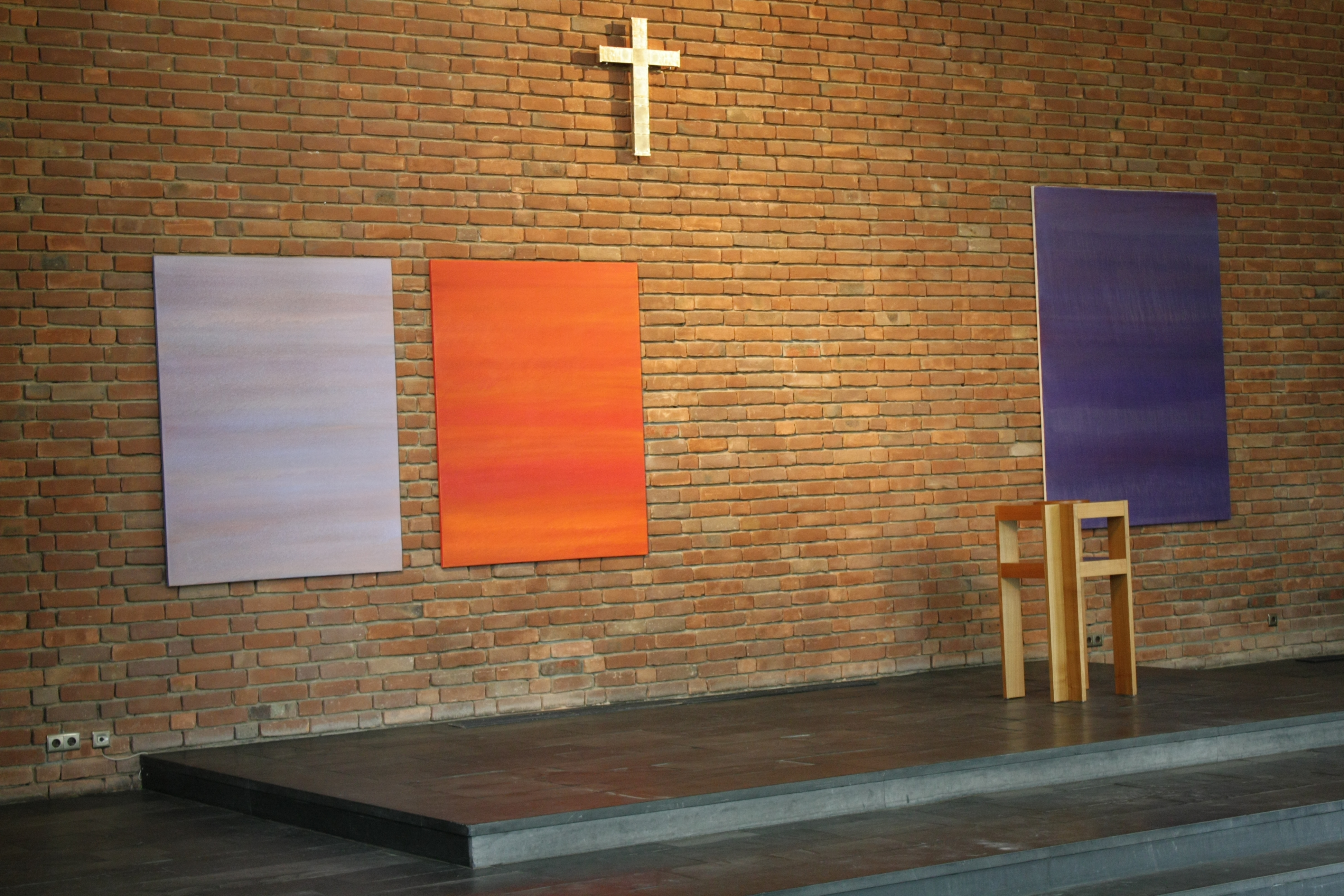
Ausstellung Trinitatis-Kirche Bonn

- 2011 Verein für aktuelle Kunst, Oberhausen (mit Degenhard Andrulat und Wolfgang Hahn)
- 2010 Trinitatiskirche, Bonn
- 2007 Bundesverband Bildender Künstlerinnen und Künstler, Stapelhaus Köln (mit Hanne Thilker-Kulgemeyer, Krefeld)
- 2007 Galerie Claudia Holzapfel, Troisdorf
- 2004 KunstAnbau, Pulheim
- 2001 Rathausfoyer der Stadt Pulheim
- 1997 "Gesichte oder die Beständigkeit des Seins", Trinitatiskirche, Bonn
- 1996 "Gesichtetes" Tedden Kunsthandlung, Düsseldorf
- 1996 "Gesichtetes" Kölner Kartause, Ev. Stadtkirchenverband Köln
- 1994 "Köpfe, Gesichter, Gesichte", Galerie der Friedrich-Ebert-Stiftung, Bonn
- 1992 Galerie Des Remparts, Le Mans (F)
- 1990 Galerie Golart, München
- 1988 Orangerie Galerie am Dobach, Würselen
- 1987 Galerie Vetere, Troisdorf
- 1986 P.S. Galerie, Flein
- 1985 Kurfürstliches Gärtnerhaus, Bonn
- 1984 Bundesministerium des Innern, Bonn

## Ausstellungsbeteiligungen
- 2008 KunstTage Rhein-Erft, Abtei Brauweiler
- 2006 "Scharf am Ball", Landtag Nordrhein-Westfalen, Düsseldorf
- 2005 "Jahresgaben 2005", Kunstverein zu Frechen e.V.
- 2005 "Stille", Kloster Knechtsteden, Dormagen
- 2000 "Zeig mir einen Engel!", Wilhelm-Fabry-Museum, Hilden
- 1999 „Bleistiftzeichnungen II“, Galerie der Spiegel, Köln
- 1996 Kulturhaus Potsdam, Haus des Buches, Leipzig
- 1996 „Handzeichnungen“, Stapelhaus BBK, Köln
- 1988 "Frauen sehen Männer" Kulturzentrum Gasteig, München
- 1987 "Drei Kölner Künstlerinnen" Walkers Art Gallery, Liverpool
- 1986 "Stipendiaten 1986", Kunstmuseum Bonn
- 1985 "Köln-Kunst", Kunsthalle Köln
- 1984 Große Düsseldorfer Kunstausstellung
- 1983 Galerie am Schloß, Brühl
- 1982 Landesvertretung Nordrhein-Westfalen, Bonn